# Borovsk
Borovsk (rusky Боровск) je město v Kalužské oblasti Ruské federace, kde leží na řece Protvě u hranice s Moskevskou oblastí a ve vzdálenosti zhruba sto kilometrů na jihozápad od Moskvy.
Má přes dvanáct tisíc obyvatel.

## Historie
První zmínku o městě obsahuje listina velkoknížete Ivana II. z roku 1358. Rovněž keramika nalezená na borovském hradišti se datuje do dřívější doby (XI.–XIII. století), což svědčí o existenci zdejšího dávného osídlení. Archeologické vykopávky a průzkumy současného Borovska (2003) také ukazují, že ve XIII. až XIV. století se na levém a pravém břehu řeky Protva rozkládaly dvě osady ve vzdálenosti 500–800 metrů od sebe. Kolem roku 1378 Dmitrij Donský daroval Borovsk s několika farnostmi knížeti Vladimíru Chrabrému, a tak se město stalo jedním z center Serpuchovského knížectví, které existovalo až do třetí čtvrtiny XV. století.
V polovině XV. století založil svatý Pafnucius Borovský na kraji města významné kulturně náboženské centrum Moskevského knížectví – Pafnutěvo-borovský klášter. V roce 1480 Ivan III. poblíž města shromažďoval svoje vojska k boji s Hordou.
V XVII. století byl Borovsk dějištěm tragédie starověrců. Byl sem vyhoštěn protopop Avvakum a do borovského vězení byly uvrženy jeho spojenkyně - bojarka Morozová a její sestra kněžna Urusová, a tam také vyčerpáním obě zemřely.
Roku 1776 byl zřízen borovský újezd, který se později stal součástí Kalužské gubernie a v roce 1777 dostalo město znak.
Během Vlastenecké války bylo město a klášter vypáleny a vypleněny Francouzi. V květnu 1857 město opět postihl požár, při kterém vyhořelo 150 domů, 200 obchodů a několik kostelů.
V letech 1880 až 1891 v Borovsku žil a působil jako učitel Konstantin Ciolkovskij. Přibližně ve stejnou dobu zde žil učitel a náboženský myslitel Nikolaj Fjodorov.
Od roku 1929 je město střediskem Borovského rajónu Kalužského okruhu Moskevské oblasti (od roku 1944 Kalužské oblasti).

### Rodáci
- Dmitrij Nikolajevič Seňavin (1763–1831), admirál

## Zajímavosti
- Pafnutěvo-borovský klášter – soubor architektonických památek v dávné doby (XVI.–XVII. století).
- Kostel svatých Borise a Gleba – kostel postavený v roce 1704, zvonice z roku 1819.
- Pamětní kaple na domnělém místě věznění a smrti bojarky Morozové a kněžny Urusové.
- Památník Ciolkovského – muzeum Ciolkovského v jeho bývalém bytě.
- Velké množství chrámů v Borovsku a okolí – jak restaurovaných, tak neopravených.
- Všeruský vědecko-výzkumný ústav fyziologie, biochemie a výživy hospodářských zvířat, známý výzkumem v oblasti výživy, biotechnologií, mikroorganismů, buněčného a genetického inženýrství.